# Nighttrain
I Nighttrain sono stati una formazione musicale pop rock tedesca originaria di Berlino, attiva fino al 1989.
Sono principalmente noti per aver composto il brano Hallo Bimmelbahn che è stato oggetto di numerose reintepretazioni di successo.

## Storia
I leader del gruppo erano il chitarrista e cantante Heinz Huth e suo fratello Jürgen, batterista, che cominciarono la loro carriera con la fondazione, nel 1967, della band beat The Schocs. Il loro primo singolo si intitolava Lonely Days. Nei contest musicali questa giovane band riuscì a battere anche band affermate come Birth Control o Odd Persons. Nel 1972 fu cambiato il nome del gruppo in Nighttrain.
Dal 1973 al 1976 uscirono per la Metronome Records molti singoli del gruppo come Elizabeth, Love Buggy e la più nota Hallo Bimmelbahn, prodotta da Michael Holm. In qualità di band di supporto, il gruppo accompagnò in tour in Europa Christian Anders, un cantante austriaco, e la band inglese Kincade.
Con il singolo Was macht der Hund auf dem Sofa, edito dalla CBS, il gruppo berlinese ottenne un grande successo commerciale, e fece un record di ascolti in radio. Un simile successo fu poi replicato dai singoli Urlaubszeit ist die schönste Zeit e Ick renn' durch'n Park. Il singolo Rag Doll raggiunse la ventiquattresima posizione nelle classifiche austriache.

## Hallo Bimmelbahne le sue cover
Particolarmente nota, grazie alle sue numerose rivisitazioni, è la canzone Hallo Bimmelbahn, composta da Huth e pubblicata nel 1973. Queste cover, in particolare in due casi, hanno raggiunto una notorietà molto maggiore rispetto al pezzo originale.
Nel 1979 il pezzo fu riarrangiato in stile Disco music e pubblicato con un nuovo testo dal produttore discografico Frank Farian per il gruppo Boney M. con il titolo di Gotta go Home nel loro disco Oceans of Fantasy.
Massicce porzioni di quest'ultimo brano furono a loro volta utilizzate nel 2010 come sample per il brano Barbra Streisand dal duo di disc jockey statunitensi Duck Sauce.